# Wadgassen
Wadgassen là một đô thị ở huyện Saarlouis, bang Saarland, Đức. Đô thị Wadgassen có diện tích 25,93 km². Đô thị này nằm bên sông Saar, cự ly khoảng 6 km về phía đông nam của Saarlouis, và 15 km về phía tây của Saarbrücken.

## Kết nghĩa
- Arques (Pas-de-Calais), Pháp, từ năm 1979